# سابرینا اشموتزلر
سابرینا اشموتزلر (انگلیسی: Sabrina Schmutzler؛ زادهٔ ۷ اکتبر ۱۹۸۴) بازیکن فوتبال اهل آلمان است.